# Кудышев, Омаргали Кудышевич
Омаргали́ Куды́шевич Куды́шев (21 декабря 1912, рудник Акжал, Семипалатинская область (ныне — в Жарминском районе) — 24 августа 1991, город Алма-Ата, КазССР) — ветеран советской и казахстанской журналистики, основатель нескольких общереспубликанских газет, участник Великой Отечественной войны.

## Ранние годы
До установления советской власти учился в медресе, а уже в шестнадцать лет стал работать в школах ликбеза. В 1933 году окончил Семипалатинский педагогический техникум, работал в Лениногорске учителем математики и физики, заведующим учебной частью в казахской школе, а затем в Казсовпартшколе комсомольского образования.

## Начало журналистской деятельности
В 1935 году был призван в армию, в 48-м кавалерийский полк, после службы прошёл школу младшего комсостава и работал начальником типографии и секретарем полковой газеты «Кызыл сакши» («Красный страж»). Одновременно печатался в газете «Фрунзевец», «Лениншіл жас» («Ленинская молодежь»). Работал в Красноармейской газете «Кызыл семсер» («Красный меч») 95-й кавалерийской дивизии.
В 1940 году после окончания Казахского института журналистики (КИЖ) в Алма-Ате Кудышев работал в редакции семипалатинской газеты «Екпіндi».

## Военные годы
Гвардии майор Кудышев, военный журналист, прошёл Великую Отечественную войну в составе 44-й гвардейской стрелковой дивизии Барановичской орденов Ленина и Суворова Краснознаменной дивизии: был политруком роты, агитатором полка, а затем с июня 1943 года до октября 1944-го — заместителем редактора дивизионной газеты «Боевой путь». Принимал участие в освобождении от фашистов Калининской и Ростовской областей, Левобережной Украины, Белоруссии и Восточной Польши. За боевые заслуги был награждён орденами Отечественной войны I и II степени, орденом Красной Звезды, медалями и благодарностью от Верховного Главнокомандующего СССР И. В. Сталина.
В 1945 году окончил Высший военно-педагогический институт Советской Армии, после чего до конца Второй мировой воевал на Дальнем Востоке. 

## Журналистская деятельность
После войны несколько лет работал за рубежом. Далее в аппарате ЦК Компартии Казахстана, затем заместителем редактора газеты «Социалістік Казахстан» («Социалистический Казахстан») — органа Центрального комитета Компартии Казахской ССР. В 1950 году стал основателем и первым главным редактором газеты «Казакстан мугалімі» («Учитель Казахстана»), издававшейся на двух языках. В 1952 году стал редактор нового издания, также вышедшего на двух языках — «Казакстан Yгітiшici» («Блокнот агитатора»).
С 1956 по 1962 годы работал редактором Павлодарской областной газеты «Кызыл ту» («Красное знамя», теперь — «Сарыарка самалы»), возглавлял литературное объединение имени Исы Байзакова при газете, был членом Павлодарского литературного объединения имени Павла Васильева. Заботился о молодых литераторах: например, писатели Рамазан Тохтаров и Азильхан Нуршаихов прошли школу у Кудышева в «Кызыл ту». Как журналист, выступал во всех жанрах — информационном, аналитическом, публицистическом, художественном, был переводчиком. Прекрасно знал историю, в частности, историю казахской периодической печати. Был председателем оргбюро Союза журналистов Казахстана по Павлодарской области.
Из Павлодара вернулся в Алма-Ату, где с 1962 по 1967 годы работал главным редактором «Ведомостей Верховного Совета и Правительства Казахской ССР» и в журнале «Жана фильм» («Новый фильм»).

## Общественная деятельность
В 1953 году вошёл в состав Комиссии по орфографическим нормам казахского языка вместе с лингвистами А. Искаковым, А. Ермековым, А. Хасеновым и Т. Жанузаковым.
В 1966 году — ответственный секретарь Союза журналистов Казахстана. Делегат I Всесоюзного Съезда советских журналистов в Москве, участник делегации советских журналистов СССР в КНР. 
В последние годы жизни работал ответственным секретарём в редакции газеты «Біздін Отан» («Наша Родина», теперь — «Шалкар») Советского общества по культурным связям с соотечественниками за рубежом (Общество «Родина»). Он в совершенстве владел казахским и русским языками, свободно разговаривал на нескольких тюркских языках, знал арабский язык, историю и культуру Востока. На страницах этой газеты он пропагандировал историю и быт казахского народа для соотечественников за рубежом.
Награждён грамотами Президиума Верховного Совета Казахской ССР. На его родине, в Семипалатинске, а также в Павлодаре и в городе Барановичи Брестской области Республики Беларусь Омаргали Кудышеву посвящены экспозиции в музеях. 
В 2024 году в Алматы установлена мемориальная доска на доме, где жил О. Кудышев.